# Miguel Ángel Lozano
Miguel Ángel Lozano Ayala, conosciuto come Miguel Ángel (Sabadell, 16 settembre 1978), è un ex calciatore spagnolo di ruolo centrocampista.

## Palmarès

### Competizioni nazionali
- Segunda División B: 1

Barcellona B: 1997-1998

### Competizioni internazionali
- Coppa Intertoto UEFA: 1

Malaga: 2002